# Медер, Иоганн Валентин
Иоганн Валентин Ме́дер (нем. Johann Valentin Meder; 3 мая 1649, Вазунген, Германия — июнь 1719, Рига, Латвия) — немецкий композитор и органист. Представитель эпохи барокко.

## Биография
Медер состоял, по-видимому, на службе при одном из мелких дворов средней Германии, пока в 1687 году не был приглашен городским капельмейстером в Данциг. Позже композитор лишился этого места за попытку устроить в Данциге оперу, поставив два своих собственных произведения («Nero» 1695 года и «Coelia» 1696-го; последняя вследствие запрещения городским советом Данцига была поставлена в соседнем городе). После этого Медер покинул Данциг и отправился в Кёнигсберг, а затем в Ригу, где в 1701 году стал органистом в рижском Домском соборе и служил там до 1719 года. Там он осуществил первое исполнение своих ораториальных композиций «Страсти по Луке» и «Страсти по Матфею».

## Творчество
Каталог духовных произведений Медера, составленный его сыном, рижским нотариусом Эрхардом Николаусом Медером в год смерти отца, свидетельствует о чрезвычайной творческой продуктивности композитора. Этот каталог включает в себя около 130 сочинений, среди которых 12 месс, 4 пассиона, 5 магнификатов и множество концертных мотетов. Его перу принадлежат и светские сочинения: зингшпиль «Верная Аргения», две оперы, опера-балет, вокальные произведения и камерно-инструментальные композиции. Иоганн Маттесон, Дитрих Букстехуде и другие его современники ценили его творчество.